# Дампір
Дампір (англ. dhampir, іноді dhamphir, dhampire, dhampyre або dhampyr) — вигаданий персонаж, нащадок від «міжрасового» союзу вампіра та людини. Концепція використовується в різноманітних творах про вампірів — таких як, сетинґ «World of Darkness (Світ Пітьми)», в фентезійній сазі «Дампір», в серіях книг «Академія вампірів», «Ді, мисливець на вампірів», коміксах та екранізаціях «Блейд», іграх серій «Castlevania», «BloodRayne». Дампірі — найкращі мисливці на вампірів, оскільки відчувають кровну спорідненість.
Можливості дампірів та вампірів подібні, однак, у дампірів відсутні типові слабкості вампірів.